# Kormorana
Kormorana so slovenska stoner/sludge metal skupina, ustanovljena v Novem mestu. Doslej so izdali en EP z naslovom Ura. Združujejo glasbene zvrsti stoner, sludge, doom in thrash metala ter psihadeličnega rocka. 

## O skupini
Podatkov o tem, kdaj je Kormorana natančno nastala, ni, obstaja pa že vsaj od leta 2015. Novomeška skupina je doslej leta 2017 izdala en EP z naslovom Ura. Znana je predvsem v lokalni sceni (Dolenjska), leta 2015 pa je koncertirala tudi na after partyju Radia Študent. Njihova zvrst je zmes stoner in sludge metala s primesmi dooma, sami pa žanr imenujejo psychadelic thrash. Bobnar skupine Maksim Špelko od leta 2015 bobna tudi v znanem rock bendu Captain Morgan's Revenge.

## EP Ura
Doslej edini izdelek skupine, EP Ura, je v samozaložbi izšel leta 2017.
Na njem je predstavljenih šest pesmi, od tega tri v slovenščini in tri instrumentalne. 

### Seznam pesmi
| Št.             | Naslov                          | Dolžina |
| --------------- | ------------------------------- | ------- |
| 1.              | „Ansasa‟                        | 4:39    |
| 2.              | „Črna Sivka (Black Lavander)‟   | 3:32    |
| 3.              | „Seed Stomp‟                    | 2:48    |
| 4.              | „Dr. Doom‟                      | 3:10    |
| 5.              | „Vaša Visokost (Your Highness)‟ | 5:25    |
| 6.              | „Tvoj Heroj (Your Idol)‟        | 5:42    |
| Skupna dolžina: | Skupna dolžina:                 | 25:16   |

## Člani skupine
- Matej Počervina – vokal, kitara
- Maksim Špelko – bobni
- Lenart Merlin – bas kitara

## Diskografija
- Ura (EP, 2017)